# Cantiga de romaría
La cantiga de romaría o cantiga de santuario è una modalità della cantiga de amigo caratterizzata dal tema dei due amanti che si danno appuntamento in una cappella o in una chiesa identificata in modo preciso dal suo toponimo, localizzata in Galizia o in qualche caso più specifico nel Portogallo settentrionale. Nonostante il nome, non sempre le vicende raccontate si svolgono durante un pellegrinaggio.

## Elementi
Diversi elementi si adattano alle cantigas de romaría, non necessariamente presenti tutti in una stessa cantiga: l'annuncio dell'intenzione di andare in pellegrinaggio, la presenza delle attività normali di un pellegrinaggio (preghiera, ballo), l'appuntamento concertato tra gli amanti (che è la vera motivazione dell'arrivo al santuario), l'esistenza di problemi che ostacolano l'incontro e la gioia o la tristezza finale.

## Autori
- Martín Codax
- Bernal de Bonaval
- Johan de Cangas
- Mendiño
- Afonso López de Baián
- Martín de Xinzo
- Nuno Treez
- Johán Servando
- Johán de Requeixo